# Limnichus pygmaeus
Limnichus pygmaeus is een keversoort uit de familie dwergpilkevers (Limnichidae). De wetenschappelijke naam van de soort werd in 1807 gepubliceerd door Sturm.